# Gabrijel Veočić
Gabrijel Veočić (Slavonski Brod, 1 de junio de 2001) es un deportista croata que compite en boxeo.
En los Juegos Europeos de Cracovia 2023 consiguió una medalla de plata en la categoría de 80 kg. Ganó una medalla de oro en el Campeonato Europeo de Boxeo Aficionado de 2024, en la misma categoría.

## Palmarés internacional
| Juegos Europeos    | Juegos Europeos     | Juegos Europeos  | Juegos Europeos |
| Año                | Lugar               | Medalla          | Categoría       |
| ------------------ | ------------------- | ---------------- | --------------- |
| 2023               | Nowy Targ (Polonia) | Medalla de plata | 80 kg           |
| Campeonato Europeo |                     |                  |                 |
| Año                | Lugar               | Medalla          | Categoría       |
| 2024               | Belgrado (Serbia)   | Medalla de oro   | 80 kg           |